# Ержишник, Нела
Нела Ержишник (хорв. Nela Eržišnik; Баня-Лука, 18 июня 1922 года — Волоско возле Опатии, 14 августа 2007 года) — хорватская и югославская актриса и комик. Имя при рождении — Невенка Марас (хорв. Nevenka Maras), после второго брака (со Звонимиром Блажевичем в 1952 году) взяла своё крёстное имя Мария и фамилию мужа (хорв. Marija Blažević).

## Биография
Родилась у Ивана и Матильды Марас в городе Баня-Лука. Провела детство в Госпиче и Оточаце, где окончила начальную школу и три класса гимназии. В 1935 году семья переехала в Загреб, где девочка окончила Горнийградскую гимназию. В период Независимого государства Хорватия работала в главном почтовом отделении города. После Второй мировой войны в 1948 году окончила Земельную актёрскую школу.
Актёрскую карьеру начала в Хорватском национальном театре, в 1953 году перейдя в Загребский драматический театр (сейчас — Драматический театр имени Бранко Гавеллы). Известность актрисе в 1952 году принесла главная роль в «Лисистрате» Аристофана. Последней её театральной работой стала главная роль в комедии Бранислава Нушича «Госпожа министерша».
Первой работой в кино для актрисы стал фильм 1953 года «Синяя чайка» (хорв. «Sinji galeb»).
Наибольшую популярность ей принесло участие в конце 1950-х гг. в юмористической передаче «Семья Веселич» на загребском радио. Она выступала там в образе простой девушки Марицы Хрдало, которая в комичной манере комментировала происходящие в стране и мире события. Большим почитателем её персонажа был Иосип Броз Тито.
В 2003 году опубликовала автобиографическую книгу «Мои три жизни» (хорв. Moja tri života).

## Фильмография

### Работы в кино
- «Синяя чайка[хорв.]» (хорв. «Sinji galeb»), 1953.
- «Концерт[хорв.]» (хорв. «Koncert»), 1954.
- «Юбилей господина Икла[хорв.]» (хорв. «Jubilej gospodina Ikla»), 1955.
- «Не оглядывайся, сынок» (хорв. «Ne okreći se sine»), 1956.
- «Хозяин своего тела[хорв.]» (хорв. «Svoga tela gospodar»), 1957.
- «Только народ[хорв.]» (хорв. «Samo ljudi»), 1957.
- «Кровь на 148 км» (хорв. «H-8»), 1958.
- «Сигналы над городом[хорв.]» (хорв. «Signali nad gradom»), 1960.
- «Uzbuna u Grand Hotelu», 1960.
- «Мартин в облаках[хорв.]» (хорв. «Martin u oblacima»), 1961.
- «Призраки» (хорв. «Sablasti»), 1964.
- «Берёза[хорв.]» (хорв. «Breza»), 1967.

### Работы на телевидении
- «Poletarac», 1979.